# Im Herzen der See
Im Herzen der See (Originaltitel: In the Heart of the Sea) ist ein US-amerikanischer Historien-, Abenteuer- und Actionfilm von Ron Howard, der am 3. Dezember 2015 in die deutschen Kinos kam. Der Film basiert auf dem Buch Im Herzen der See. Die letzte Fahrt des Walfängers Essex (Originaltitel: In the Heart of the Sea: The Tragedy of the Whaleship Essex) von Nathaniel Philbrick.

## Handlung
Im Jahr 1850 sucht Herman Melville zu Recherchezwecken für sein neues Buch den Pensionsbesitzer Thomas Nickerson auf. Bei diesem handelt es sich um den letzten Überlebenden der Katastrophe um das Walfangschiff Essex. Auf Drängen Melvilles erzählt Nickerson ihm die Geschichte:
Im Jahr 1820 sind Kapitän George Pollard und der Erste Offizier Owen Chase mit der Besatzung der Essex auf Walfang. Bereits kurz nach dem Auslaufen aus Nantucket kommt es zu ersten Spannungen zwischen dem unerfahrenen Kapitän Pollard und dem ehrgeizigen Chase, der auf sein erstes eigenes Kommando gehofft hatte und aus seiner Abneigung gegen den ihm vorgesetzten Kapitän aus einer alten Walfänger-Familie keinen Hehl macht. Nach eher erfolglosen Anfangsmonaten im überfischten Atlantik mit nur einem erjagten Wal sucht die Besatzung ihr Glück auf der traditionellen Route im Pazifik. Beim Proviantnehmen in Ecuador treffen sie auf den Kapitän des spanischen Walfängers Santa-Maria. Dieser berichtet von den jenseits allen Festlandes gelegenen Hochseefanggründen, in denen sich die Pottwale regelmäßig versammeln. Dort gebe es zwar eine Unmenge an Walen, doch würden diese von einem dämonischen weißen Wal beschützt, der sein Schiff zerstört und sechs seiner Männer getötet habe. Die Offiziere der Essex schlagen die Warnungen des Spaniers in den Wind und wagen sich von der Gier getrieben in den Mittelpazifik.
2.000 Seemeilen westlich von Ecuador kann tatsächlich eine große Schule an Walen ausgemacht werden. Sofort machen sich die Männer in den Beibooten auf die Jagd. Als sie aber eine Walkuh mit Kalb attackieren, werden sie von einem riesigen Pottwal angegriffen. Dieser rammt zunächst eines der Fangboote und wendet sich sodann direkt gegen die Essex. Diese bekommt Schlagseite, schlägt leck und sinkt sodann, nachdem die überlebende Besatzung kurzfristig noch einige Vorräte in die Fangboote verladen konnte. Chase’ Versuche, den angreifenden Pottwal zu harpunieren, schlagen fehl. Ohne andere Möglichkeiten machen sich die Überlebenden in den provisorisch hochseetauglich gemachten Fangbooten auf den weiten Weg nach Südamerika.
Nach einigen Wochen auf See sichten die Überlebenden ausgehungert und dürstend Land. Bevor sie die Insel jedoch erreichen können, greift der Wal erneut an, tötet weitere Männer und beschädigt die drei Boote schwer. Einigen Männern gelingt die Flucht an Land. Hierbei handelt es sich um die karge Pitcairninsel Henderson. Die Männer begreifen bald, dass ein dauerhaftes Leben auf der Insel nicht möglich ist und brechen nach Reparatur der Boote erneut auf. Vier Männer bleiben zurück, darunter der verletzte Zweite Offizier Joy. Nach weiteren entbehrungsreichen Wochen auf See verlieren sich die Boote aus den Augen. Zuvor verzichtet Chase in einer finalen Konfrontation mit dem Wal jedoch darauf, diesen zu töten, woraufhin es zu keinen weiteren Angriffen mehr kommt. Vom Hunger getrieben gehen nach weiteren Wochen auf See sowohl die Besatzung von Chase’ Boot mit dem jungen Nickerson als auch die des Bootes von Kapitän Pollard zum Kannibalismus über. Letztlich werden beide Boote von anderen Schiffen entdeckt und die Männer gerettet. Überlebt haben neben Pollard, Chase und Nickerson noch drei weitere Matrosen. Von den auf Henderson zurückgebliebenen Männern können später drei gerettet werden. Vom dritten Boot gibt es keine Spur.
Zurück in Nantucket kommt es zu einer Anhörung. Die Schiffseigner drängen Chase und Pollard dazu, den Vorfall zu verharmlosen und zu behaupten, das Schiff sei auf Grund gelaufen. Sobald publik würde, dass Wale nun die Walfänger angreifen würden, hätte dies unabsehbare Folgen für die Schiffsversicherungen und den Walfang insgesamt. Chase weigert sich von Beginn an und verzichtet damit auf das ihm angebotene Kapitänsamt. Pollard scheint zunächst kooperativ zu sein, enthüllt in der Anhörung dann aber doch die Wahrheit. Pollard setzt seine Walfangkarriere fort, verliert vor Hawaii aber ein weiteres Schiff; Chase wechselt in die Handelsmarine.
Auf Grund von Nickersons Erzählung verfasst Melville seinen weltberühmten, phantasievoll dramatisierten Bestseller Moby-Dick.

## Hintergrund
Die Essex war ein amerikanisches Walfangsegelschiff, das um 1800 aus Holz gebaut wurde und 19 Jahre lang auf Walfangfahrten ging. Auf seiner letzten Fahrt im Pazifik 1820 rammte ein Pottwal das Schiff und es sank. Den Überlebenden der Mannschaft, die versuchten, mit den kleineren Fangbooten die Osterinsel zu erreichen, gingen die Nahrungsmittel aus, und daher begannen sie, die Toten zu essen. Eines der wenigen Besatzungsmitglieder, die das Unglück überlebten, der Erste Offizier des Schiffes Owen Chase, veröffentlichte 1821 das Buch Der Untergang der Essex (Originaltitel: Narrative of the Most Extraordinary and Distressing Shipwreck of the Whale-Ship Essex, of Nantucket). Auch der Roman Moby-Dick von Herman Melville wurde von dieser Geschichte inspiriert. Melville hatte im wahren Leben allerdings nie ein Mitglied der Bordbesatzung getroffen, sondern begegnete nur dem Sohn von Owen Chase. Von diesem erhielt er das Buch seines Vaters. Ein Jahr nach dem Erscheinen von Moby-Dick lernte Melville auch den damaligen Kapitän George Pollard kennen. Auf Grundlage dieser Geschichten und Begegnungen schuf Nathaniel Philbrick die Romanvorlage zum Film.

## Produktion

### Besetzung und Dreharbeiten
Die Rolle des Owen Chase wurde mit Chris Hemsworth besetzt. Benjamin Walker spielt den unerfahrenen jungen Kapitän George Pollard. Der spanische Schauspieler Jordi Mollà schlüpfte in die Rolle des Kapitäns eines anderen Schiffes, der Santa-Maria. Tom Holland übernahm die Rolle des jungen Seemanns bzw. Schiffsjungen Tom Nickerson, der als erwachsener Mann von Brendan Gleeson gespielt wird. Dieser trifft auf den von Ben Whishaw dargestellten Herman Melville.
Die Dreharbeiten hatten im September 2013 in London und in den Leavesden Studios im englischen Hertfordshire begonnen. Im weiteren Verlauf fanden die Dreharbeiten auch auf den Kanarischen Inseln La Gomera, Lanzarote und an den Küsten kleinerer Inseln des Archipels statt, so an der Küste von Alegranza, einer Insel vor der Nordküste von Lanzarote, die Teil des Chinijo-Archipels und des Meeresreservates von La Graciosa ist. Als weitere Kulisse diente die Charco de los Clicos, eine grüne Lagune mit schwarzem Strand am El Golfo im Süden der Insel. An den kanarischen Stränden hatten die Produktionsdesigner die modernen Gebäude verdeckt und auf dem felsigen Strand Strohhütten errichtet.
In einem Interview mit Jimmy Kimmel sagte Chris Hemsworth, dass er und die anderen Mitglieder der Besatzung in Vorbereitung auf ihre Rollen als verhungernde Seeleute auf eine Diät gesetzt worden waren, bei der ihnen täglich nur 500–600 kcal zugeführt wurden, damit sie an Gewicht verlieren. Hemsworth selbst musste sein Gewicht von 215 auf 175 Pfund senken, um Owen Chase glaubhaft spielen zu können, was Im Herzen der See, so der Schauspieler, zum physisch und emotional anstrengendsten Film seiner Karriere gemacht habe.

### Filmmusik und Veröffentlichung
Die Filmmusik komponierte Roque Baños. Der In The Heart Of The Sea: Original Motion Picture Soundtrack umfasst 22 Tracks, inklusive sechs Bonustracks, und wurde am 4. Dezember 2015 von Watertower Music veröffentlicht.
Der Film kam am 3. Dezember 2015 in die deutschen und am 11. Dezember 2015 in die US-amerikanischen Kinos.

## Rezeption

### Kritiken
Von der Deutschen Film- und Medienbewertung wurde Im Herzen der See mit dem Prädikat besonders wertvoll versehen. In der Begründung heißt es: „Insgesamt ist Ron Howard mit ,Im Herzen der See‘ ein überaus sehenswerter und stimmiger Film gelungen, der eine hochspannende Geschichte mit psychologischem Geschick, sehenswerten 3D-Aufnahmen und exzellenten Darstellern kombiniert – eine Mischung, die im heutigen Kino angenehm aus dem Einerlei der Superhelden und Sequels hervorsticht und die tatsächlich an die goldenen Zeiten Hollywoods erinnert.“ Matthias von Viereck von der Thüringischen Landeszeitung ist von den darstellerischen Leistungen nur wenig überzeugt, zeigt sich jedoch von der Bildästhetik beeindruckt: „Mit grandios fotografierten, immer wieder auf verschiedene Perspektiven setzenden Ansichten, die bisweilen anmuten wie von einem William Turner gemalt, arbeitet der Regisseur zudem die Fragilität des Menschen im Angesicht von diversen Naturgewalten heraus.“
Martin Schwickert von der Stuttgarter Zeitung zeigt die Schwächen des Films im Vergleich zu den literarischen Vorlagen auf: „,Im Herzen der See‘ gelingt es nicht, aus dem Fußnotendasein im Schatten eines ungleich besseren Klassikers herauszutreten. Gegenüber Gregory Pecks Ahab ist Benjamin Walkers Pollard ein Milchgesicht. Weder der mystische noch der philosophische Subtext der Moby-Dick-Geschichte wollen sich in diesem aufwendigen, aber blassen Seeabenteuer entfalten.“ David Hugendick von Die Zeit vergleicht Im Herzen der See mit dem Film Titanic, bezieht sich hierbei allerdings auf den Anfang des Erzählrahmens, in welchem Melville an die Tür von Nickerson klopfe, um sich die Geschichte der Katastrophe erzählen zu lassen, was ihn doch sehr an das Schiffbruchepos erinnere, in welchem ein Überlebender dem Publikum eine Geschichte erzählt. Hugendick spricht von einer „Verkleinerung eines Mythos“ durch die Arbeit des Regisseurs, der das von Melville geschaffene abstrakte Sinnbild des Schreckens wieder zum Wal schrumpfen lasse und damit den Roman entzauberte.
Im Herzen der See konnte 42 Prozent der bislang 241 Kritiker bei Rotten Tomatoes überzeugen.

### Einspielergebnis
Der Film spielte an seinem Startwochenende in den nordamerikanischen Kinos über 11 Millionen US-Dollar ein und setzte sich damit auf Platz 2 der Kino-Charts. Die gesamten Einnahmen des Films aus Kinovorführungen belaufen sich weltweit auf 93,9 Millionen US-Dollar.

### Auszeichnungen (Auswahl)
Teen Choice Awards 2016
- Nominierung in der Kategorie Choice Movie: Action/Adventure
- Nominierung in der Kategorie Choice Movie Actor: Action/Adventure (Chris Hemsworth)
- Nominierung in der Kategorie Choice Movie Actress: Action/Adventure (Charlotte Riley)[15]

Young Artist Awards 2016
- Nominierung als Bester Nebendarsteller im Alter von 14 bis 21 Jahren in einem Spielfilm (Tom Holland)